# Laymantown (Virginia)
Laymantown es un lugar designado por el censo en el condado de Botetourt, Virginia, Estados Unidos. Según el censo de 2010 tenía una población de 1.979 habitantes. Forma parte del área metropolitana de Roanoke

## Demografía
Según el censo del 2000, Laymantown tenía 2.034 habitantes, 762 viviendas, y 653 familias. La densidad de población era de 238,7 habitantes por km².
De los 762 viviendas en un 32,9%  vivían niños de menos de 18 años, en un 77%  vivían parejas casadas, en un 6,6% mujeres solteras, y en un 14,3% no eran unidades familiares. En el 13,5% de las viviendas  vivían personas solas el 5,9% de las cuales correspondía a personas de 65 años o más que vivían solas. El número medio de personas viviendo en cada vivienda era de 2,67 y el número medio de personas que vivían en cada familia era de 2,91.
Por edades la población se repartía de la siguiente manera: un 23,6% tenía menos de 18 años, un 4,4% entre 18 y 24, un 24,9% entre 25 y 44, un 32,7% de 45 a 60 y un 14,4% 65 años o más.
La edad media era de 44 años.  Por cada 100 mujeres de 18 o más años  había 94,4 hombres.
La renta media por vivienda era de 58.571$ y la renta media por familia de 64.327$. Los hombres tenían una renta media de 43.693$ mientras que las mujeres 31.789$. La renta per cápita de la población era de 24.231$. En torno al 2,9% de las familias y el 2,8% de la población estaban por debajo del umbral de pobreza.

## Localidades adyacentes
El siguiente diagrama muestra a las localidades más próximas a Laymantown.